# Trent Franks
Trent Franks, född 19 juni 1957 i Montrose County, Colorado, är en amerikansk republikansk politiker. Han representerade delstaten Arizonas andra distrikt i USA:s representanthus 2003–2013 och Arizonas åttonde distrikt 2013–2017.
Franks studerade vid Ottawa University i Ottawa, Kansas. Han förlorade i republikanernas primärval inför kongressvalet 1994 mot John Shadegg. Han blev invald i representanthuset i kongressvalet 2002. I kongressen förespråkade han ett federalt förbud mot internetpoker.
I december 2017, meddelade husets etikutskott att det skulle utreda Franks för sexuella trakasserier och missförhållanden. Franks hade upprepade gånger frågat två kvinnliga medarbetare att bära barn som surrogatmödrar för honom och det påstås att en av dem blev erbjuden 5 miljoner dollar för att bära hans barn och hämnades mot henne när hon avböjde. Kvinnorna fruktade att Franks ville impregnera dem sexuellt som en del av surrogatprocessen. Frank erkände att han diskuterade surrogatmoderskap med assistenterna men förnekade de andra anklagelserna; han avgick omedelbart från kongressen efter att den etiska utredningen meddelades, Franks skyllde på sin situation på "det nuvarande kulturella och medieklimatet".
Franks är baptist. Han är far till tvillingar födda 2008.